# Districtul Samko
Sam Ko (în thailandeză สามโก้) este un district (Amphoe) din provincia Ang Thong, Thailanda, cu o populație de 19.314 locuitori și o suprafață de 95,4 km².

## Componență
Districtul este subdivizat în 5 subdistricte (tambon) and 37 administrative de sate (muban).
| Nr. | Nume                | În thailandeză | Sate | Pop.  |
| --- | ------------------- | -------------- | ---- | ----- |
| 1.  | Samko               | สามโก้          | 10   | 5,078 |
| 2.  | Ratsadon Phatthana  | ราษฎรพัฒนา      | 06   | 2,599 |
| 3.  | Op Thom             | อบทม           | 06   | 4,056 |
| 4.  | Pho Muang Phan      | โพธิ์ม่วงพันธ์      | 07   | 4,417 |
| 5.  | Mongkhon Tham Nimit | มงคลธรรมนิมิต    | 08   | 3,164 |